# Резцы

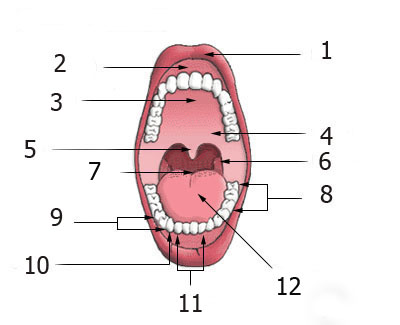
Ротовая полость:
1. Верхняя губа (Labium superius)
2. Десна (Gingiva)
3. Твёрдое нёбо (Palatum durum)
4. Мягкое нёбо (Palatum molle)
5. Язычок (Uvula palatina)
6. Нёбная миндалина (Tonsilla palatina)
7. Перешеек зева (Isthmus faucium)
8. Большие коренные зубы (Dentates molares)
9. Малые коренные зубы (Dentates premolares)
10. Клык(и) (Dentes canini)
11. Резцы (Dentes incisivi)
12. Язык (Lingua)

Резцы (лат. Dentes incisivi) — зубы, функция которых заключается в откусывании пищи.
Зубы, по своей форме, делятся на три разряда: резцы — долотообразной формы, клыки и коренные. В Толковом словаре живого великорусского языка Владимира Даля написано что передние зубы животных — Клещи́ (м. мн.).

## Описание
Резцы относительно острые и расположены в передней части челюсти. У человека в верхней и нижней челюсти имеются по два центральных и два боковых резца, из которых два центральных верхней челюсти более крупные. Вместе с клыками резцы образуют передние зубы. У разных видов млекопитающих резцы в течение эволюции претерпели различные преобразования. У слонов, например, верхние резцы образуют бивни. У грызунов и зайцеобразных резцы имеют особое значение и являются одним из главных отличительных признаков этих отрядов. У жвачных в верхней челюсти нет резцов, а противоположенным препятствием для резцов нижней челюсти служит нёбо.

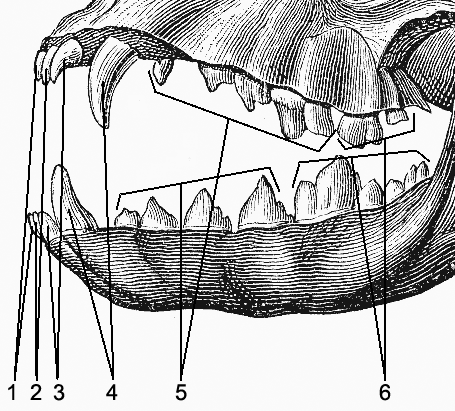
Зубы собаки: 1, 2, 3 — резцы, 4 — клыки, 5 — премоляры, 6 — моляры.
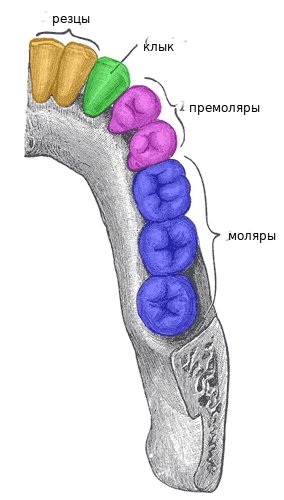
Зубы правой половины нижней зубной арки. Вид сверху.